# Saint-Marc-la-Lande
Saint-Marc-la-Lande település Franciaországban, Deux-Sèvres megyében. Lakosainak száma 366 fő (2022. január 1.). Saint-Marc-la-Lande La Boissière-en-Gâtine, Champdeniers-Saint-Denis, Cours, Mazières-en-Gâtine és Saint-Pardoux-Soutiers községekkel határos.

## Népesség
A település népessége az elmúlt években az alábbi módon változott:
| Lakosok száma | 356  | 358  | 363  | 363  | 365  | 370  | 373  | 377  | 366  |
|               | 2013 | 2015 | 2016 | 2017 | 2018 | 2019 | 2020 | 2021 | 2022 |